# The Good American
The Good American ist ein deutscher Dokumentarfilm von Jochen Hick aus dem Jahr 2009.

## Inhalt
The Good American porträtiert den in die USA ausgewanderten Deutschen Tom Weise, heute Tom Richmond, einige Monate vor seiner Rückkehr nach Deutschland. Tom Weise ist einer der Gründer des Hustlaballs, einer internationalen Schwulenparty, ursprünglich gegründet zur Förderung der Akzeptanz männlicher Sexarbeit. Gleichzeitig betreibt Weise eine wirtschaftlich erfolgreiche Website für Escort-Service. Obwohl Tom aufgrund seiner HIV-Erkrankung illegal in den USA leben muss, genießt er in der schwulen Szene aufgrund seiner erfolgreichen Aktivitäten Bekanntheit. Tom präsentiert sich als selbstsicherer und erfolgreicher Geschäftsmann. Doch Hick zeigt ihn als vielschichtige Persönlichkeit in seiner Verletzbarkeit, seinen Unsicherheiten und mit seinen Träumen. Hick gibt anhand Toms persönlicher Geschichte, auch Einblick in die Arbeit im Escortbereich und die Entstehung des Hustlaballs, sowie deren Bedeutung für die schwule Community.

## Protagonisten
- Tom Weise, zieht nach seinem Politikstudium in Berlin nach New York und baut gemeinsam mit Jeffrey Davids die Internetseite rentboy.com auf, die inzwischen weltgrößte Männerescortseite. Ende der 90er organisiert er den ersten Hustlaball, eine Party für Sexarbeiter, Kunden, männliche Pornostars und deren Anhänger, die jährlich in verschiedenen Städten der USA und später in Berlin stattfindet. Die Illegalität, in der Weise aufgrund seiner HIV-Erkrankung leben muss, setzt Weise zunehmen unter Druck. Wachsende Spannungen mit seinem Geschäftspartner, Konflikte zwischen öffentlichem und privatem Leben, sowie Probleme mit Einsamkeit, Drogen und Gesundheit nehmen zu. Als er schließlich seinen Lebenspartner Keith Richmond trifft, beschließen die beiden nach Berlin zu gehen.
- Keith Richmond kommt aus einer Militärfamilie und arbeitet unter anderem als Fashion-Designer. 1997 trifft er Tom Weise. Er beginnt mit ihm eine Liebesbeziehung, die später in Berlin als Partnerschaft eingetragen wird.
- Frederik Berlin arbeitet selbstständig als Escort und Callboy, sowie Darsteller in Pornofilmen, Live-Sex-Performances und GoGo.
- Jeffrey Davids, Besitzer und Gründer der Website rentboy.com.
- Sascha Müller-Bardone, Veranstalter von zahlreichen Partys und Partyreihen in Berlin, Deutschland und Europa, u. a. Hustlaball in Deutschland.
- Talvin DeMachio, Pornodarsteller, meistens als Top, und Escort. „Escort of The Year 2007“.
- Mike Jones, Escort und Masseur aus Denver, der einen Führer der evangelikalen „New Life Church“ outete.
- Lars Svenson, Escort und Pornodarsteller aus Deutschland.
- Alex Baresi, Pornodarsteller, Designer für Latex- und Lederkleidung.
- Vin Nolan, Pornodarsteller und Escort aus New York.

## Produktion und Veröffentlichung
The Good American entstand ohne Filmförderung oder TV-Beteiligung. Die Hauptdrehphase fand zwischen Oktober 2006 und Oktober 2007 statt. Drehorte waren Las Vegas, New York, Fire Island (The Pines), Hannover und Berlin. Der Film feierte seine Weltpremiere im Februar 2009 bei den Internationalen Filmfestspielen Berlin, Sektion Panorama. Der Film lief auf verschiedenen internationalen Filmfestivals, u. a. Internationales Dokumentarfilmfestival München, Montreal World Film Festival. Kinostart war am 27. August 2009. Es war die erste Zusammenarbeit mit dem Editor Thomas Keller, der mit Out in Ost-Berlin, Mein wunderbares West-Berlin bis hin zu Queer Exile Berlin insgesamt sieben Filme von Jochen Hick editiert hat.

## Rezeption
Jochen Hicks’ Handschrift ist unverkennbar: „Hick ist in seinem teils beklommen stimmenden Szeneportrait so dicht an seinem Sujet wie zuvor in der Doku Cycles of Porn: Sex/Life in L.A. Er schafft es, das Publikum tief in eine Welt eintauchen zu lassen, die oft von Klischees geprägt ist. Seine Kamera bleibt dicht an den Protagonisten, insbesondere an Weise. Dabei zeigt sich Hick nicht als distanzierter Beobachter, sondern als einfühlsamer Dokumentarist, der authentische Momente einfängt und seinen Protagonisten Raum gibt, sich selbst zu präsentieren. Die Stärke des Films liegt in seiner Vielschichtigkeit: Weise wird als charismatische, reflektierte und von Rückschlägen geprägte Figur dargestellt, deren Leben zwischen Erfolg und Ernüchterung changiert. Seine unerschütterliche Liebe zu seinem Partner Keith verleiht dem Film eine persönliche, emotionale Tiefe.“
Gleichzeitig wird jedoch kritisiert, dass Hick in Bezug auf Weises geschäftliche Tätigkeiten im Escort-Bereich wenig kritisch bleibt. Die Dokumentation wirke eher wie eine Hommage als eine analytische Auseinandersetzung mit den moralischen und gesellschaftlichen Fragen, die das Sexgewerbe mit sich bringt Einblick in die Szene gibt der Film auch über die Räume: von den schmuddeligen Wohnungen der Escort-Arbeiter über die dunklen, geheimnisvollen Lederclubs bis hin zu Weises hellem, privaten Apartment. Diese Räume dienen nicht nur als Kulisse, sondern sprechen ohne Bewertung und Einordnung für sich selbst. Weises Rückkehr nach Deutschland gestaltet sich nicht als triumphale Heimkehr, sondern als harter Aufprall in einer Realität, die weniger glamourös ist als erhofft.
Die Stärke des Films liegt einerseits in der Nähe zu den Protagonisten, vor allem den Escorts, die mit aller Offenheit über ihr Leben sprechen, andererseits in der Zurückhaltung in moralischen Fragen.